# 光华镇 (通化县)
光华镇，是中华人民共和国吉林省通化市通化县下辖的一个乡镇级行政单位。

## 行政区划
光华镇下辖以下地区：
光华社区、同心村、光华村、东升村、三岔河村、新华村、闹枝沟村、长春沟村和长青村。